# Berth Anderson
Berth Anderson, född 1935, lärare vid Dalarö Folkhögskola och Frälsningsarméns officersskola, filosofie kandidat, teologie kandidat, officer i Frälsningsarmén 1953-1969, översättare och sångförfattare samt tonsättare.

## Sånger
- Vi är här inför Guds ord med öppna sinnen
- Vi ville vara Jesu händer som läker de slagnas sår
- De skall komma från öst, de skall komma från väst  (Frälsningsarméns sångbok 1990 nr 676) översatt okänt årtal.